# Chasmocranus peruanus
Chasmocranus peruanus és una espècie de peix de la família dels heptaptèrids i de l'ordre dels siluriformes.

## Morfologia
Els mascles poden assolir els 5,2 cm de llargària total.

## Distribució geogràfica
Es troba a Sud-amèrica: conca del riu Amazones al Perú.